# Гејдар
Гејдар (портманто од геј и радар) је говорни израз који се односи на интуитивну способност особе да процени сексуалну оријентацију других као хомосексуалну, бисексуалну или хетеросексуалну. Гејдар се ослања на вербалне и невербалне знакове и ЛГБТ стереотипе, укључујући осетљивост на друштвено понашање и манире попут говора тела, тона гласа који особа користи када говори, отвореног одбацивања традиционалних родних улога, нечијег занимања или навика личне неге.
Откривање сексуалне оријентације по спољашњем изгледу или понашању отежава се у ситуацијама у којима се маскулини геј мушкарци не понашају стереотипно геј, или у којима метросексуални мушкарци (без обзира на сексуалност) исказују начин живота, потрошачке навике и бригу о личном изгледу који наликује стереотипима везаним за модерне и урбане геј мушкарце. За жене, томбој се може погрешно схватити као буч, или лезбијка може да се понаша и изгледа традиционално женствено.

## Научна истраживања
Бројне научне студије су спроведене како би се проверило да ли је гејдар стваран или само популарни мит. Можда најранија студија тражила је од људи да оцене сексуалну оријентацију на основу видео клипова, а резултати су закључили да је гејдар мит. Касније истраживање објављено у Журналу о Личности и Социјалној Психологији показало је да људи могу прецизније да процене сексуалну оријентацију од случајности. Ова студија је тражила од групе људи да наведу своју сексуалну оријентацију користећи Кинсијеву скалу, а затим је навела друге испитанике да погледају врло кратке нечујне снимке људи из прве групе који разговарају користећи танке резове. Гледаоци су оценили своју сексуалну оријентацију на истој скали и истраживачи су открили значајну корелацију између тога где су људи рекли да се налазе на скали и где их други перципирају да се налазе на скали. Касније студије су поновиле овај налаз и чак су показале да се кућни видео снимци деце могу користити да се тачно процени њихова сексуална оријентација касније у животу.
Касније студије су откриле да је гејдар такође био тачан у стопама које су веће од шансе за процену само на основу лица. Учесници студије користе родно одређене знакове лица и стереотипе геј особа да би донели своје процене, али поуздано погрешно процењују сексуалну оријентацију за људе који се супротстављају стереотипима. Чини се да етничка припадност и националност ни особе која процењује ни особе која бива процењена не чине разлику када се процењују на основу лица. Чак и појединачне црте лица (само очи) понекад могу дати довољно информација да се утврди да ли је мушкарац или жена геј, стрејт или лезбијка.  Једна студија је показала да је процењивање лица мушкараца и жена од око 1/25 секунде било довољно времена да се утврди да ли су геј, стрејт или лезбијка. Процене људи нису биле тачније када су имали више времена да донесу своје пресуде. Праћење овога сугерише да се гејдар дешава аутоматски када неко види другу особу и да виђење нечијег лица аутоматски активира стереотипе о хомосексуалцима и стрејт особама. Такође, испоставило се да људи нису свесни да поседују гејдар. Геј мушкарци имају тачнији гејдар од стрејт мушкараца, а жене имају тачнији гејдар када овулирају. Једна студија је поставила хипотезу да би то могло бити зато што су хомосексуалци пажљивији према детаљима од хетеросексуалних људи, очигледно као усвојени перцептивни стил који помаже у препознавању других хомосексуалних људи.
Друге студије су откриле да се мушкарци и жене са облицима тела и стиловима ходања сличним особама супротног пола чешће доживљавају као геј.
Студија Кери Џонсон, доцента УЦЛА, открила је да су посматрачи били у стању да тачно погоде сексуалну оријентацију мушкараца 60% времена, нешто боље него што би то било случајно; код жена њихова нагађања нису превазишла случајност. Покрети тела специфични за род нису поуздано повезани са сексуалном оријентацијом особе; ово важи за облик лица, али изненађујуће не за гласове, иако људи мисле да су повезани са сексуалном оријентацијом особе. Неколико студија је истраживало питање гајдара из гласа. Открили су да људи могу да разазнају ко је геј и ко је стрејт по њиховом гласу, али су се углавном фокусирали на мушкарце (понекад називајући гласовну разлику „геј шуштање“). Детаљне акустичке анализе су истакле бројне факторе у нечијем гласу који се користе, од којих је један начин на који геј и стрејт мушкарци изговарају звукове "с".
Истраживање Вилијама Т. Л. Kоксa и његових колега сугерисало је да је „гeјдар“ једноставно алтернативна ознака за коришћење ЛГБТ стереотипа да би се закључила оријентација (нпр. закључак да су мушкарци који воде рачуна о моди геј). Овај рад истиче да научни рад који је горе прегледан и који тврди да демонстрира тачан гејдар постаје плен лажног позитивног парадокса (види такође заблуду о основној стопи), јер наводна тачност поништава веома ниску основну стопу ЛГБТ особа у стварној популацији, што резултира у сценарију где се „тачност“ која је горе наведена у лабораторијским студијама преводи у висок ниво нетачности у стварном свету.

## Електронски уређај
Почетком 2000-их, електронски уређај базиран на јапанском Ловегети бежичном уређају за састанке био је на тржишту као 'Гејдар' и о њему се доста извештавало у медијима. Ово је био уређај величине привезка за кључеве који би слао бежични сигнал, упозоравајући корисника вибрацијом, звучним сигналом или блицевом када се сличан уређај нађе у кругу од 12 m (40 ft). Ово даје до знања кориснику да је особа истомишљеника била у близини.

## Вештачка интелигенција
Истраживачи са Универзитета Станфорд Михал Косински и Јилун Ванг спровели су студију 2017. године у којој се тврди да алгоритам за препознавање лица који користи неуронске мреже може да идентификује сексуалну оријентацију у 81% тестираних случајева за мушкарце и 74% код жена прегледавајући фотографије профила са дејтинг сајтова.   Косински је изразио забринутост због приватности и могућности злоупотребе вештачке интелигенције и сугерисао да су његови налази у складу са теоријом пренаталног хормона о сексуалној оријентацији, која претпоставља да нивои изложености андрогенима у материци помажу да се утврди да ли је особа стрејт, бисексуална или геј. Међутим, студија репликације открила је да је замагљивање лица да би се сакриле црте лица постигло сличне резултате, што сугерише да оригинална студија није пружила доказе за хипотезу. Друга анализа критиковала је студију због коришћења фотографија из неконтролисаног окружења. Уместо да се бави структуром лица, вероватно је алгоритам идентификовао факторе неге, стила живота и угла фотографије; мали скуп питања о разликама, укључујући употребу шминке, длаке на лицу и употребу наочара, био је скоро исто толико тачан као у првобитној студији.